# Elias Ringqvist
Elias Ringquist, född den 1 november 1981, är en svensk skådespelare, sångare, låtskrivare och musiker. År 2008 var han en av sexton finalister i Idol 2008. Under pseudonymen Shy har han medverkat på album med bland andra Håkan "Frispråkarn" Bäckman och hiphop/soul-projektet Jeppe/Shy. Sedan 2011 har Ringquist givit ut egen musik under labeln Shymusic. Han är son till artisten och sångerskan Camilla Ringquist.

## Biografi
Som barn arbetade Ringqvist tidvis som filmskådespelare (se nedan). Han var även påtänkt att spela rollen Sune i julkalendern Sunes jul 1991 men förbjöds av Ingmar Bergman och Bille August att medverka; orsaken var att TV-serien Den goda viljan skulle ha premiär vid jultiden samma år, och att TV-publiken inte ansågs kunna ta Ringqvists rollfigur i denna serie på allvar om de blivit vana att se honom som Sune. Dock gjorde han kort därefter två filmer om Jönssonligan där han porträtterade Doris son Lillis. Ringqvist gjorde även huvudrollen i Anders Wahlgrens film "Nypappan" för SVT och mindre roller i "Kejsarn av Portugallien" av Lars Molin, ”Mannen på balkongen” (Beck), ”Majken” och kortfilmen "Pin Up".
Som artist och låtskrivare har Ringquist givit ut flera album och singlar. Bl.a "4 Clubs & Hearts" (2011) och "Themes" (2022). Han har också medverkat som producent på "Piano Suite Curie" av Camilla Ringquist, skrivit titelspåret "River Love" på debutalbumet med musikgruppen KAIAK (Emil Gullhamn, Marcos Ubeda) och samarbetat med artister som Carina Dahl, Ken Ring, Daniel Mauricio och Amit Paul från gruppen A-Teens.
Ringquist är även röstskådespelare. 2019 medverkade han i Netflix-serien "Livet på dansakademien" i rollen som Ramiro (svenska rösten). Han har också hörts som röst i appen Ta Körkort, samt i ljudböcker, utbildningsfilmer och reklam.

## Filmografi
- 1992 – Den goda viljan (TV-serie 1991)
- 1992 – Jönssonligan & den svarta diamanten
- 1993 – Mannen på balkongen
- 1994 – Jönssonligans största kupp
- 1996 – Pin Up